# Ludwig Viktor von Österreich

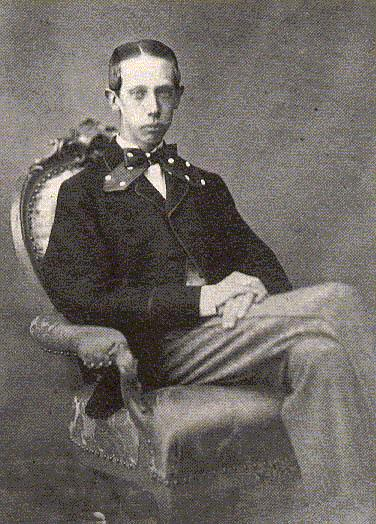
Erzherzog Ludwig Viktor in jungen Jahren

Erzherzog Ludwig Viktor Joseph Anton von Österreich (* 15. Mai 1842 in Wien; † 18. Jänner 1919 in Kleßheim) war der jüngste Sohn von Erzherzog Franz Karl von Österreich und dessen Ehefrau Sophie Friederike von Bayern und jüngster Bruder des Kaisers Franz Joseph I. von Österreich.

## Leben

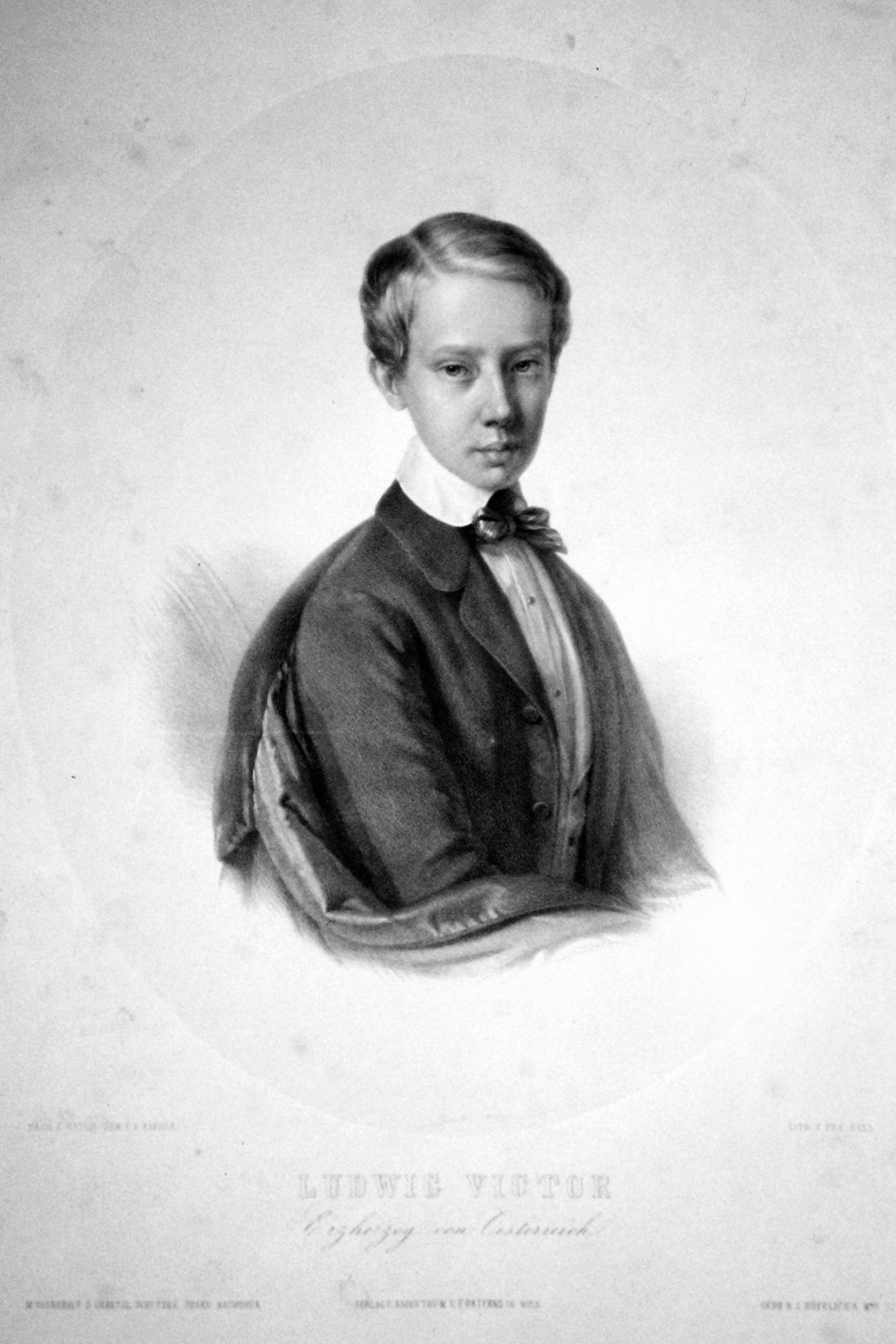
Ludwig Viktor, Lithographie von Franz Eybl nach einem Gemälde von Anton Einsle

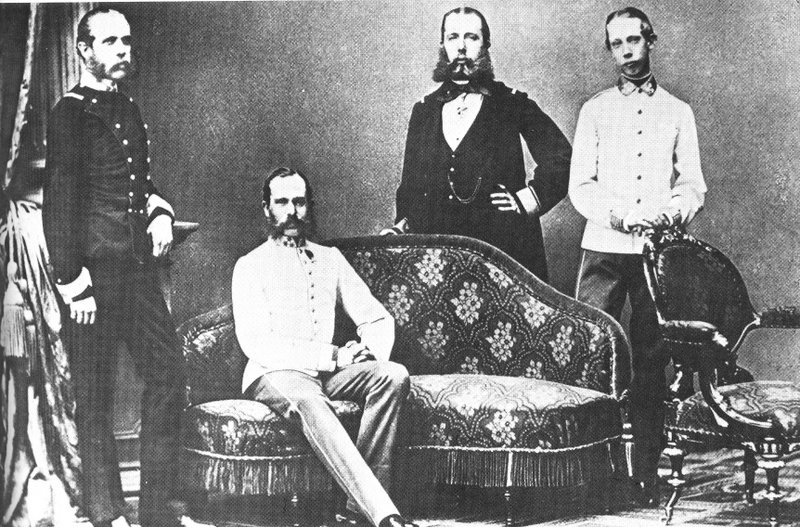
Gruppenbild der kaiserlichen Brüder um 1860, Erzherzog Ludwig Viktor steht ganz rechts

Nach dem frühen Tod von Maria Anna Karolina, die bereits mit vier Jahren starb, wünschten sich die Eltern zwar ein Mädchen. Mit Ludwig Victor („Hetzi“) wurde jedoch wieder ein Junge geboren. Er sorgte mit seiner überschwänglichen Art für zahlreiche Anekdoten und erheiterte die Familie. Eine besondere Rolle spielten dabei die Tableaux vivants. Die Mutter liebte es, ihren Sohn zu verkleiden und in unterschiedlichsten Kostümen auftreten zu lassen.
Als jüngster Sohn wurde er von der ansonsten strengen Mutter verwöhnt und verzogen. Aufgrund des Altersabstandes zu den Geschwistern wuchs er mehr oder weniger allein auf und verbrachte die meiste Zeit mit seiner Mutter und ihren Hofdamen. Dabei entwickelte er sein Talent zu charmanter und witziger Unterhaltung. Während der Revolution von 1848 floh die kaiserliche Familie im März 1848 mit ihm nach Innsbruck und nach Ausbruch des Wiener Oktoberaufstandes 1848 nach Olmütz. Am 2. Dezember 1848 bestieg schließlich sein 18-jähriger Bruder Franz Joseph den kaiserlichen Thron.
Später durchlief Ludwig die für Mitglieder des Kaiserhauses traditionelle Militärlaufbahn und war ab 1860 Regimentsinhaber des Infanterieregiments Nr. 65 „Erzherzog Ludwig Viktor“, um am Ende 1908 sogar den Rang eines Generals der Infanterie zu erreichen.

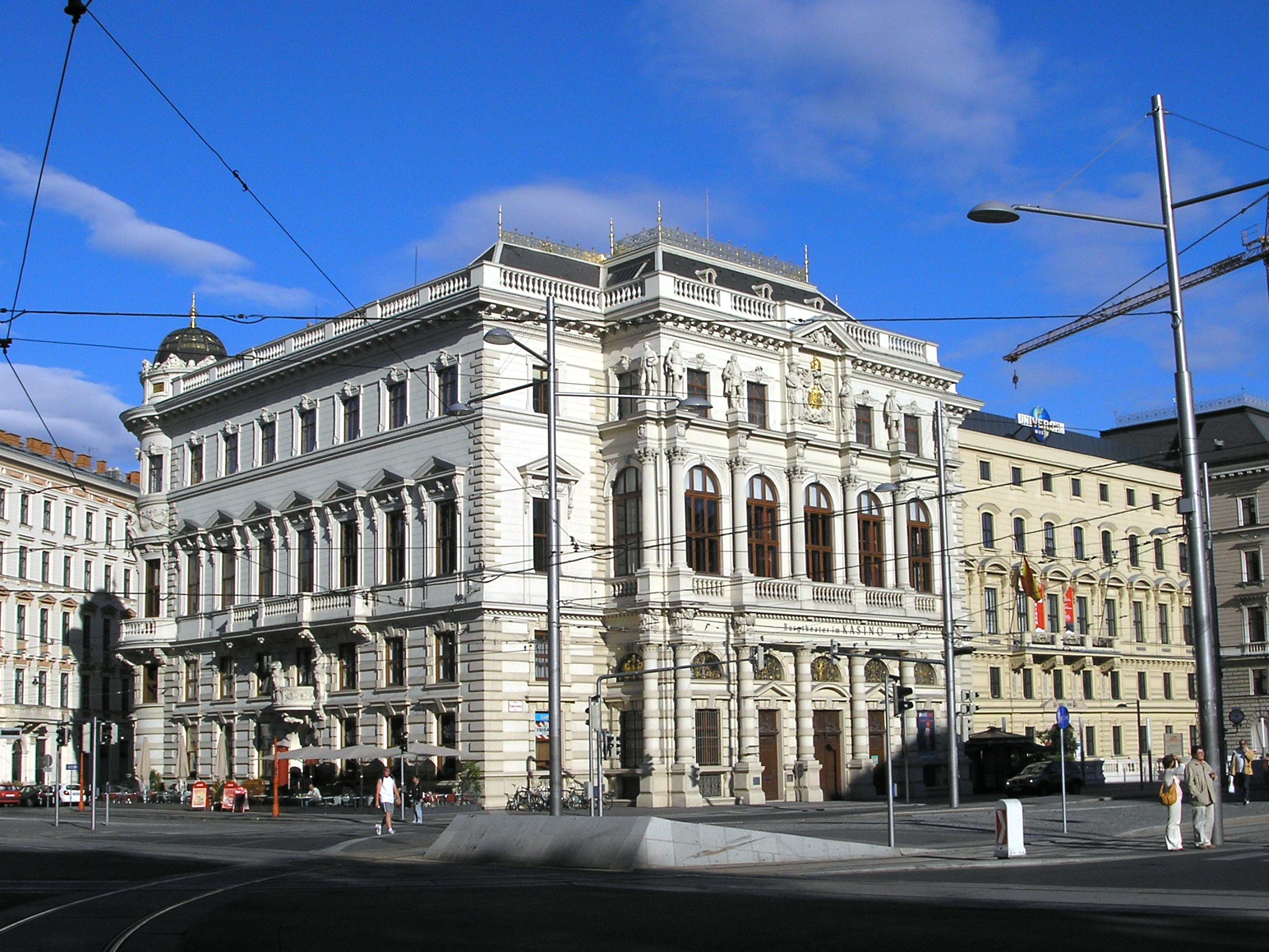
Palais Erzherzog Ludwig Viktor am Schwarzenbergplatz in Wien

Um dem unbeschäftigten Prinzen eine Aufgabe zu geben, entsandte ihn Franz Joseph 1861 als kaiserlichen Vertreter nach Salzburg. Dort lebte er zunächst bei der Kaiserin-Witwe Karoline Auguste, seiner Stiefgroßmutter, in der Salzburger Residenz und ab 1866 in den Sommermonaten auf Schloss Kleßheim. Ab 1863 ließ er sich in Wien das von Heinrich von Ferstel im Neorenaissancestil entworfene Palais Erzherzog Ludwig Viktor am Schwarzenbergplatz erbauen, das über einen großen Ballsaal, einen Speisesaal und einen Wintergarten verfügte. Hier lud er die Wiener Hofgesellschaft, auch das Kaiserpaar, regelmäßig zu feierlichen Diners, Konzerten und Bällen ein. Er verkehrte mit führenden Familien, besuchte zahlreiche Bälle und auch häufig die Oper, Theater und Konzerte. Er war als exzentrischer Lebemann bekannt und begann umfangreiche Kunstsammlungen anzulegen, darunter eine mit Meissener Porzellan, die er sein Leben lang erweiterte. Auch entwickelte er eine Leidenschaft für das neue Medium der Fotografie und ließ sich häufig in provokanten Kostümen oder Posen ablichten. Er wurde bald zu einer tonangebenden Persönlichkeit in kulturellen Fragen. Wie profund seine Kunstkenntnisse waren und ob sie über das Ziel des rein Dekorativen hinausgingen, wird unterschiedlich beurteilt.
1863 begleitete er den Kaiser zum Frankfurter Fürstentag, 1867 zu einem Staatsbesuch nach Paris. Im April 1866 machte er seiner Cousine Sophie in Bayern einen Heiratsantrag, den sie ablehnte. Den Plan seines Bruders Maximilian, des Kaisers von Mexiko, ihn zu seinem Nachfolger auf dem mexikanischen Kaiserthron zu machen, lehnte er ab. Maximilian hatte sogar eine politisch passende Heirat für ihn im Auge – Isabel, die Erbtochter von Kaiser Pedro II. Diese Heirat hätte neben Mexiko auch Brasilien unter habsburgische Herrschaft gebracht.

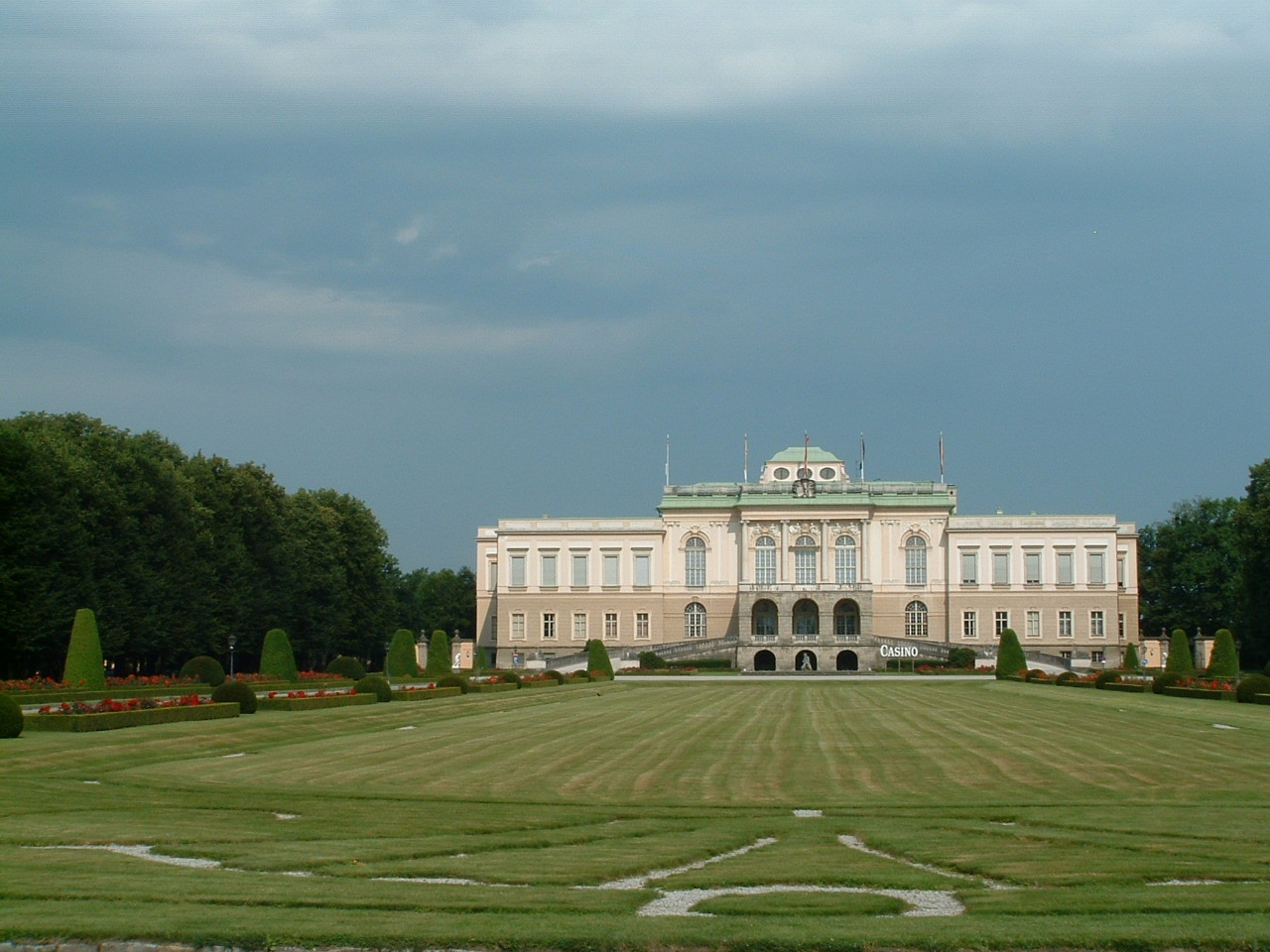
15 Jahre verbrachte Ludwig Viktor auf Schloss Kleßheim in Salzburg

In Kleßheim ließ sich Ludwig 1879 das Kavalierhaus Kleßheim erbauen, da das Schloss selbst kaum beheizbar war, ferner ein Schwimmbecken mit Badehaus. Während er in Wien vorwiegend als Salonlöwe bekannt war, wurde er in Salzburg als Protektor des Salzburger Kunstvereins und als Zustifter des Städtischen Museums zum großzügigen Mäzen und Kunstförderer. 1885 war er maßgeblich am Bau des Künstlerhauses Salzburg beteiligt. Auch trat er im Salzburger Land anders als in Wien leutselig und bescheiden auf, gab sich volksnah und als Mäzen für zahlreiche Projekte, wofür er sich großer Beliebtheit erfreute. 1896 ernannte ihn der Kaiser zum Protektor des Österreichischen Roten Kreuzes, das nach der Schlacht von Solferino (1859) entstanden war. In dieser Eigenschaft bereiste er verschiedene Provinzen der Donaumonarchie.
Ludwig Viktors 60. Geburtstag 1902 wurde in Wien in großem Rahmen gefeiert. Darüber gibt es zahllose offizielle Presseberichte. Am 24. August 1902 eröffnete er die dann nach ihm benannte „Erzherzog-Ludwig-Viktor-Brücke“ über die Salzach. Im Weiteren wurde von Salzburgern, die den Erzherzog teils liebevoll, teils herablassend Luziwuzi nannten, auch der Alte Markt in „Ludwig-Viktor-Platz“ umbenannt.
Anfang 1904 verließ Ludwig Viktor auf Veranlassung seines kaiserlichen Bruders Wien und zog nach Kleßheim. In seinen letzten Jahren zeigten sich Anzeichen geistiger Verwirrung. Der 1915 unter Kuratel Gestellte starb 1919 mit 76 Jahren kinderlos, als letzter der Söhne Erzherzog Franz Karls auf Schloss Kleßheim und liegt auf dem Friedhof von Siezenheim, an der Ostseite der Pfarrkirche Siezenheim, begraben.

### Gegner am Hof

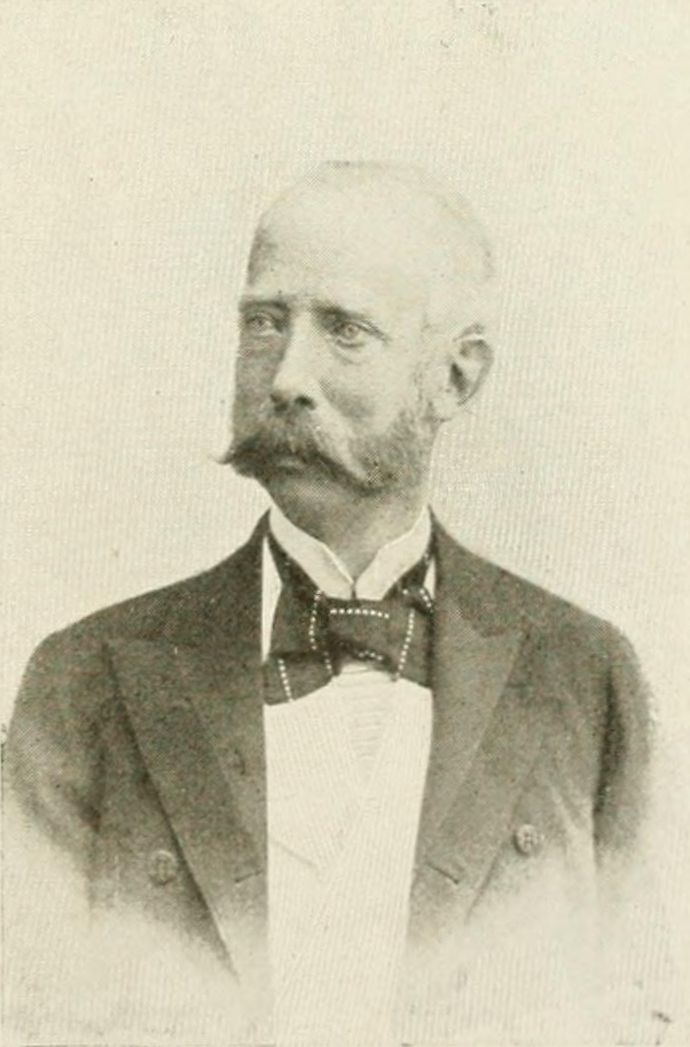
Erzherzog Ludwig Viktor um 1904

Ludwig Viktor war bekannt für ironische bis zynische Bemerkungen auf Kosten anderer. Sie wurden oft als „geistreich“ belächelt, trugen ihm aber zunehmend Feindschaften ein. Er kannte diesbezüglich kaum Hemmungen, zumal ihm als „Nesthäkchen“ der Familie lange eine gewisse Narrenfreiheit eingeräumt worden war.
Die Fürstin Nora Fugger, die zu seinen Gegnern gehörte, beschrieb den Erzherzog in ihren Memoiren sehr negativ, aber loyal zu seinen Freunden.
Zu seinen Brüdern behielt Ludwig stets ein herzliches Verhältnis. Als Karl Ludwig 1896 im Sterben lag, stand Ludwig Victor ihm in seinen letzten Tagen bei und wich nicht von seinem Bett. Doch machte er sich im Lauf der Zeit zunehmend Feinde, darunter ab spätestens 1871 seine Schwägerin Kaiserin Elisabeth. Diese hatte nach ihrer Heirat an den Wiener Hof in ihm zunächst einen engen Freund und Vertrauten gefunden. Da sie jedoch unter der Dominanz ihrer Schwiegermutter litt, während Ludwig an seiner Mutter hing, ergab sich ein Riss, der dadurch verschärft wurde, dass Ludwig ihr den Hofklatsch über sie kolportierte. Dadurch kam es zum Bruch und „Sisi“ dichtete Spottverse über ihn, darunter einen, der mit den Strophen endete: „In dem kränklich schlaffen Leib / Herrscht ein äffisch Wesen; / Lügen ist stets Zeitvertreib / Ihm und Pflicht gewesen. Ehrabschneiden zum Metier/Hat er sich erkoren; / Drum, wer ihm verfällt, dem weh! / Der hat schon verloren.“
Ob es allerdings zutrifft, dass Ludwig 1897 die Affäre der Louise von Belgien, der Schwester von Kronprinzessin Stephanie, mit Geza von Mattachich dem Kaiser enthüllte und dadurch den langjährigen Eheskandal ins Rollen brachte, der zur Internierung der Prinzessin in einer Irrenanstalt führte, ist angesichts der umfassenden Geheimdienstberichte, die der Kaiser täglich erhielt, ungewiss.
Als der Erzherzog-Thronfolger Franz Ferdinand im Jahr 1900 die Hofdame Gräfin Sophie Chotek heiratete, die von der Familie als nicht ebenbürtig abgelehnt wurde, machte Ludwig immer wieder abfällige Bemerkungen über diese Mesalliance. Damit machte er sich seinen Neffen, zu dem er ursprünglich ein sehr gutes Verhältnis gehabt hatte, zum Feind.

### Homosexualität
Ludwigs homosexuelle Orientierung war ein offenes Geheimnis, tat aber seinen Beziehungen zum Kaiser und zur Familie keinen Abbruch. Sie gaben ihm den Kosenamen „Luzi-Wuzi“ und der Kaiser soll sogar gescherzt haben: „Man müßt’ ihm als Adjutant eine Ballerina geben, dann könnt’ nix passieren!“ Die bekannte Fotografie, die Ludwig in einem Frauenkleid mit Haube und Blumenstrauß zeigt, entstand allerdings im Rahmen einer Theateraufführung am Hof, in der traditionell alle weiblichen Rollen mit Männern besetzt waren.
Ludwig Viktor wurden zeitlebens Eskapaden nachgesagt, doch kam es zu „Auffälligkeiten“ erst um die Jahrhundertwende. Davon zeugen die Konfidentenberichte, die der Kaiser vom Informationsbüro – einer Geheimdienstabteilung des Außenministeriums – über sämtliche Familienmitglieder erhielt. 1897 ist darin von „einem unangenehmen Rencontre“ im Wiener Prater die Rede. Der Kaiser tolerierte die Affären seiner Angehörigen, solange diese privat blieben und damit die moralische Integrität des Hauses Habsburg nach außen gewahrt blieb, zumal auch er selbst eine innige Freundschaft mit Katharina Schratt führte und eine mehrjährige Affäre mit Anna Nahowski hatte. Erpressungen gegen Ludwig räumte dessen Obersthofmeister Graf Wimpffen mit diskreten Zahlungen aus der Welt. Dessen Nachfolger ab 1899, Max Graf Thun-Hohenstein, soll jedoch den Erzherzog verachtet haben, weshalb nun in der Öffentlichkeit immer öfter „Verfehlungen“ bekannt wurden. Vorfälle wie etwa der Diebstahl einer wertvollen Uhr oder eine Wechselfälschung durch junge Männer wurden zum Gesprächsgegenstand. Doch auch diese hatten noch keine Auswirkungen für den Erzherzog.
Erst ein Eklat im Wiener Centralbad (heute Kaiserbründl) 1904, wo ein Badegast Ludwig öffentlich eine Ohrfeige gegeben haben soll, wurde zum Auslöser seiner Verbannung aus Wien.
Mehrere Berichte gehen insoweit allerdings von einer Intrige des Erzherzog-Thronfolgers Franz-Ferdinand aus, der sich für die Herabsetzung seiner Frau durch Ludwig habe rächen wollen, denn der an sich unbedeutende Vorfall wurde erst bekannt, nachdem zwei Freunde des Thronfolgers, Fürstin Nora Fugger und Graf Adalbert Sternberg, diesen publik gemacht hatten. Franz Ferdinands Vertraute Graf Heinrich Taaffe und Fürst Konrad zu Hohenlohe-Schillingsfürst schilderten dem Kaiser die Affäre „in den grellsten Farben“ und dem Ministerpräsidenten Ernest von Koerber „gelang es, die Internierung des Erzherzogs in Kleßheim durchzusetzen“. Der Kaiser, darauf bedacht, das Erzhaus nicht in Verruf zu bringen, wollte seinen Bruder aus der Schusslinie nehmen. Das Ausleben von Homosexualität war damals eine Straftat, zu deren Verfolgung die Staatsanwaltschaft eigentlich verpflichtet war, und die Skandale um Friedrich Alfred Krupp, Franz Joseph von Braganza sowie kurze Zeit später den langjährigen deutschen Botschafter in Wien Philipp zu Eulenburg fanden ein lautes Presse-Echo und trugen zu einem zunehmend homophoben gesellschaftlichen Klima bei. In der österreichischen Presse wurde die Dampfbad-Affäre jedoch nicht thematisiert. Anspielungen machte nur das Wiener Satireblatt Kikeriki.

### Exil
Am 1. Februar 1904 reiste Ludwig Viktor offiziell zur Kur nach Meran ab und von dort weiter nach Salzburg, wo er nun für immer leben sollte. Bekannt wurde dieses Exil allerdings erst, als er seine Hofhaltung in Wien auflöste und das Palais leerstehen ließ. Der eigentliche Grund blieb der Öffentlichkeit jedoch verborgen, es war nur von einem „Zerwürfnis“ mit dem Kaiser die Rede. Dieser besuchte Ludwig jedoch bereits ein Jahr später auf dem Weg nach Ischl in Salzburg und auch andere Verwandte suchten den Exilierten auf.

Kavalierhaus Kleßheim

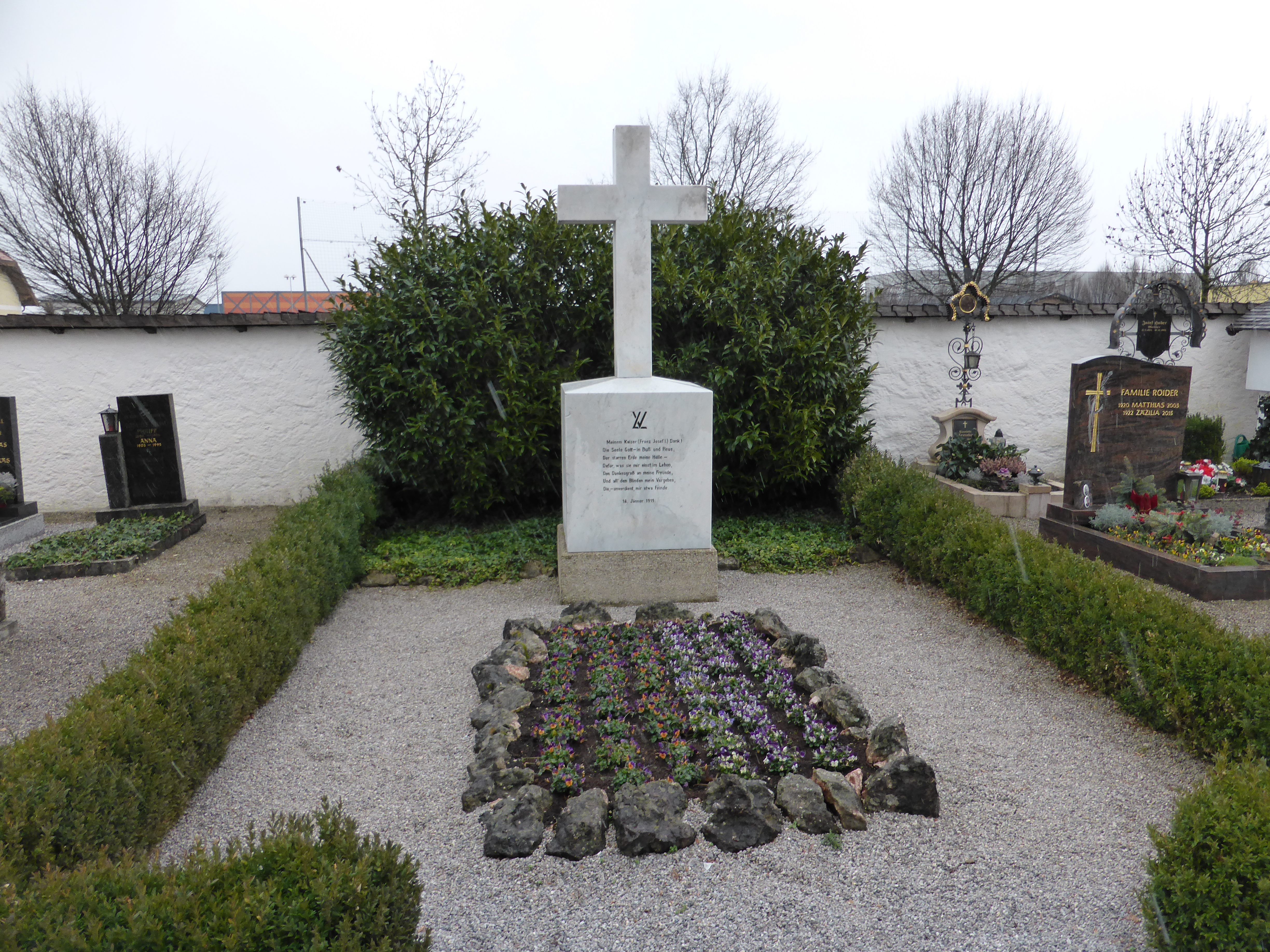
Grab Ludwig Viktors auf dem Friedhof der Pfarrkirche Siezenheim

In Kleßheim lebte Ludwig zurückgezogen und lud nur noch einen kleinen Kreis von Freunden ein. Das einzig sichtbare Zeichen seiner Verbannung war, dass er jetzt keine Uniform mehr trug, sondern die neueste englische Mode mit weißem Hut. Er verfügte weiter über zwei adlige Adjutanten, einen gräflichen Kämmerer, einen Sekretär und einen Kammerdiener. Engeren Kontakt pflegte er noch mit den Töchtern des Kaisers, Gisela und Marie Valerie, die er in Salzburg und Ischl häufig traf. Sein Neffe Erzherzog Otto, den er adoptiert hatte, starb 1906, weshalb er 1910 eine Familienstiftung errichtete, die Ottos Witwe und Söhne als Begünstigte einsetzte. Er spendete weiterhin Geld an zahlreiche karitative und kunstfördernde Vereine.
Mit dem ebenfalls im Salzburger Exil lebenden Ferdinand IV. von Toskana, einem langjährigen Freund, zerstritt er sich, nachdem dessen Tochter Luise 1902 ihren Ehemann, Kronprinz Friedrich August von Sachsen, verlassen hatte. Die Biographin Katrin Unterreiner wundert sich, „daß ausgerechnet er, der sein Privatleben ja gänzlich außerhalb der damaligen moralischen Norm und noch dazu in Verbannung lebte, in der Frage der Scheidung Luises wie schon bei Franz Ferdinand und seiner Mesalliance den entrüsteten Moralapostel gab und den Kontakt zu den Außenseitern abbrach“. Nach Unterreiners Darstellung war Ludwig Viktor (wie auch seine Familie und die gesamte Hofgesellschaft) von der zeitüblichen Doppelmoral geprägt, wonach die Konvention stets eingehalten und nach außen hin der Schein gewahrt bleiben musste, während man sich privat nahezu alles erlauben konnte.
1915 wegen Demenz unter Kuratel des Erzherzogs Eugen gestellt, wurde er zuletzt im Kleßheimer Schloss vom Stiftungsverwalter Hofrat Gautsch in drei Räumen mit vergitterten Fenstern eingesperrt und von der Öffentlichkeit ferngehalten. Er starb dort zwei Monate nach dem Sturz der Monarchie am 18. Jänner 1919.

## Rezeption
Im Februar 2024 war am Wiener Rabenhof Theater Premiere des Stücks Luziwuzi von Ruth Brauer-Kvam mit Tom Neuwirth in der Titelrolle.

## Vorfahren
| Ahnentafel Ludwig Viktor von Österreich | Ahnentafel Ludwig Viktor von Österreich                                               | Ahnentafel Ludwig Viktor von Österreich                                               | Ahnentafel Ludwig Viktor von Österreich                                               | Ahnentafel Ludwig Viktor von Österreich                                               | Ahnentafel Ludwig Viktor von Österreich                                                                    | Ahnentafel Ludwig Viktor von Österreich                                                                  | Ahnentafel Ludwig Viktor von Österreich                                                                | Ahnentafel Ludwig Viktor von Österreich                                                                          |
| --------------------------------------- | ------------------------------------------------------------------------------------- | ------------------------------------------------------------------------------------- | ------------------------------------------------------------------------------------- | ------------------------------------------------------------------------------------- | --- | --- | --- | --- |
| Ururgroßeltern                          | Kaiser Franz I. Stephan (1708–1765) ⚭ 1736 Maria Theresia (1717–1780)                 | König Karl III. von Spanien (1716–1788) ⚭ 1738 Maria Amalia von Sachsen (1724–1760)   | König Karl III. von Spanien (1716–1788) ⚭ 1738 Maria Amalia von Sachsen (1724–1760)   | Kaiser Franz I. Stephan (1708–1765) ⚭ 1736 Maria Theresia (1717–1780)                 | Herzog Christian III. von Pfalz-Zweibrücken (1674–1735) ⚭ 1719 Karoline von Nassau-Saarbrücken (1704–1774) | Joseph Karl von Pfalz-Sulzbach (1694–1729) ⚭ 1717 Elisabeth Auguste Sofie von der Pfalz (1693–1728)      | Großherzog Karl Friedrich von Baden (1728–1811) ⚭ 1751 Karoline Luise von Hessen-Darmstadt (1723–1783) | Landgraf Ludwig IX. von Hessen-Darmstadt (1719–1790) ⚭ 1741 Henriette Karoline von Pfalz-Zweibrücken (1721–1774) |
| Urgroßeltern                            | Kaiser Leopold II. (1747–1792) ⚭ 1765 Maria Ludovica von Spanien (1745–1792)          | Kaiser Leopold II. (1747–1792) ⚭ 1765 Maria Ludovica von Spanien (1745–1792)          | König Ferdinand I. (1751–1825) ⚭ 1768 Maria Karolina von Österreich (1752–1814)       | König Ferdinand I. (1751–1825) ⚭ 1768 Maria Karolina von Österreich (1752–1814)       | Friedrich Michael von Pfalz-Birkenfeld (1724–1767) ⚭ 1746 Maria Franziska von Pfalz-Sulzbach (1724–1794)   | Friedrich Michael von Pfalz-Birkenfeld (1724–1767) ⚭ 1746 Maria Franziska von Pfalz-Sulzbach (1724–1794) | Karl Ludwig von Baden (1755–1801) ⚭ 1774 Amalie von Hessen-Darmstadt (1754–1832)                       | Karl Ludwig von Baden (1755–1801) ⚭ 1774 Amalie von Hessen-Darmstadt (1754–1832)                                 |
| Großeltern                              | Kaiser Franz II. (1768–1835) ⚭ 1790 Maria Theresia von Neapel-Sizilien (1772–1807)    | Kaiser Franz II. (1768–1835) ⚭ 1790 Maria Theresia von Neapel-Sizilien (1772–1807)    | Kaiser Franz II. (1768–1835) ⚭ 1790 Maria Theresia von Neapel-Sizilien (1772–1807)    | Kaiser Franz II. (1768–1835) ⚭ 1790 Maria Theresia von Neapel-Sizilien (1772–1807)    | König Maximilian I. Joseph (1756–1825) ⚭ 1797 Karoline Friederike Wilhelmine von Baden (1776–1841)         | König Maximilian I. Joseph (1756–1825) ⚭ 1797 Karoline Friederike Wilhelmine von Baden (1776–1841)       | König Maximilian I. Joseph (1756–1825) ⚭ 1797 Karoline Friederike Wilhelmine von Baden (1776–1841)     | König Maximilian I. Joseph (1756–1825) ⚭ 1797 Karoline Friederike Wilhelmine von Baden (1776–1841)               |
| Eltern                                  | Franz Karl von Österreich (1802–1878) ⚭ 1824 Sophie Friederike von Bayern (1805–1872) | Franz Karl von Österreich (1802–1878) ⚭ 1824 Sophie Friederike von Bayern (1805–1872) | Franz Karl von Österreich (1802–1878) ⚭ 1824 Sophie Friederike von Bayern (1805–1872) | Franz Karl von Österreich (1802–1878) ⚭ 1824 Sophie Friederike von Bayern (1805–1872) | Franz Karl von Österreich (1802–1878) ⚭ 1824 Sophie Friederike von Bayern (1805–1872)                      | Franz Karl von Österreich (1802–1878) ⚭ 1824 Sophie Friederike von Bayern (1805–1872)                    | Franz Karl von Österreich (1802–1878) ⚭ 1824 Sophie Friederike von Bayern (1805–1872)                  | Franz Karl von Österreich (1802–1878) ⚭ 1824 Sophie Friederike von Bayern (1805–1872)                            |
| Ludwig Viktor von Österreich            |                                                                                       |                                                                                       |                                                                                       |                                                                                       | | | | |